# Émile Bergerat
Pour les articles homonymes, voir Bergerat.
Émile Bergerat, né le 29 avril 1845 à Paris 6e et mort le 13 octobre 1923 à Neuilly-sur-Seine, est un poète et dramaturge français.
Considéré à son époque comme un « excellent chroniqueur » à l’esprit « verveux et paradoxal », il utilisa aussi les pseudonymes de « l’Homme masqué », d'« Ariel » et de « Caliban ».

## Biographie
Durant les événements de la Commune de Paris, Émile Bergerat est en amitié avec le peintre Auguste-Émile Pinchart ; il rapporte dans ses souvenirs que l'artiste, durant cette période, était devenu un boucher occasionnel rue des Saints-Pères, assurant à ses camarades de quoi survivre durant le siège de la capitale

Chroniqueur au Voltaire et au Figaro, membre de l'Académie Goncourt, il épouse, le 15 mai 1872, la fille cadette de Théophile Gautier, union dont naitront deux enfants, Théo Bergerat, qui deviendra réalisateur et chroniqueur radiophonique, et une fille, Herminie. Dans une lettre de mai 1872 de Théophile Gautier à Carlotta Grisi, celui-ci présente son futur gendre comme un 

« jeune poète qui a fait Les Cuirassiers de Reichshoffen, une pièce de vers sur la bataille, dont le succès a été immense pendant le siège et qu'on a répétée ensuite dans toute la France ; non seulement, il est poète, mais il écrit très bien en prose et a le travail certain et régulier. C'est en outre mon plus fervent admirateur et nous travaillons côte à côte, dans le même journal, au Bien Public. »

Il est ensuite nommé directeur de publication de La Vie moderne, revue éditée par Georges Charpentier où il publie notamment les premiers poèmes de Jules Laforgue (décembre 1880).
En 1895, l’Académie française lui décerne le prix Calmann-Lévy pour l'ensemble de son œuvre.
Dans le 16e arrondissement de Paris, l'avenue Émile-Bergerat lui rend hommage. Une bibliothèque de Neuilly-sur-Seine, située en face de l'immeuble où habitait Émile Bergerat, porte aussi son nom. Son nom a également été donné à Saint-Lunaire, cité balnéaire d'Ille et Vilaine où il séjourna l'été pendant 30 ans ; il s'y était fait construire une résidence (« Caliban ») dans le style des villégiatures propres à Charles Garnier. Il y reçut, avec sa femme Estelle, de nombreuses personnalité du monde des lettres : Jules Verne et son fils Michel, Georges Feydeau, la comédienne des Variétés Ève Lavallière, Robert de Flers et Caillavet, Rosemonde Gérard, les Richepin, Raoul Ponchon, sa belle-sœur Judith Gautier.

## Œuvres
- Les Cuirassiers de Reichshoffen, Alphonse Lemerre, 1871.
- A. Chateaudun, Lemerre, 1871.
- Poèmes de la guerre 1870-1871, 1871.
- Les Provinciales, 1871.
- Enguerrande, poème dramatique, 1884.
- Bébé et Cie, 1884.
- Le Viol, Ollendorff, 1885.
- Vie et aventures du sieur Caliban. 1884-85, 1886.
- Le Livre de Caliban, Lemerre, 1887.
- Le Petit Moreau, roman, 1887.
- Figarismes de Caliban, Lemerre, 1888.
- L'Amour en République, étude sociologique, 1870-1889, 1889.
- Le Rire de Caliban, Charpentier, 1890.
- La Chasse au mouflon, ou Petit Voyage philosophique en Corse, Delagrave, 1891.
- L'Espagnole, Conquet, 1891.
- Les Chroniques de l'homme masqué, 1892.
- Les Soirées de Calibangrève, 1892.
- Le Salon de 1892 : Champs-Élysées, 1892.
- Le maître d'école : La Petite Revue, 1892.
- Le Faublas malgré lui, 1893.
- Les Drames de l'honneur. Le Chèque, roman, 1893.
- Les Drames de l'honneur. La Vierge, roman, 1894)
- Le Cruel Vatenguerre, mémoires d'un grand homme, recueillis, orthographiés et mis en un beau désordre par Caliban. Çi est le premier livre, intitulé la Bataille du Gravase, 1898.
- Faublas malgré lui, 1903.
- Contes de Caliban, 1909.
- Ballades et sonnets, 1910.
- Les Amours de Violette, roman, 1910.
- Les Contes facitieux, 1910.
- Glanes et javelles, rimes nouvelles, 1910-1914, 1914.
- Trente-six contes de toutes les couleurs, 1919.

Théâtre

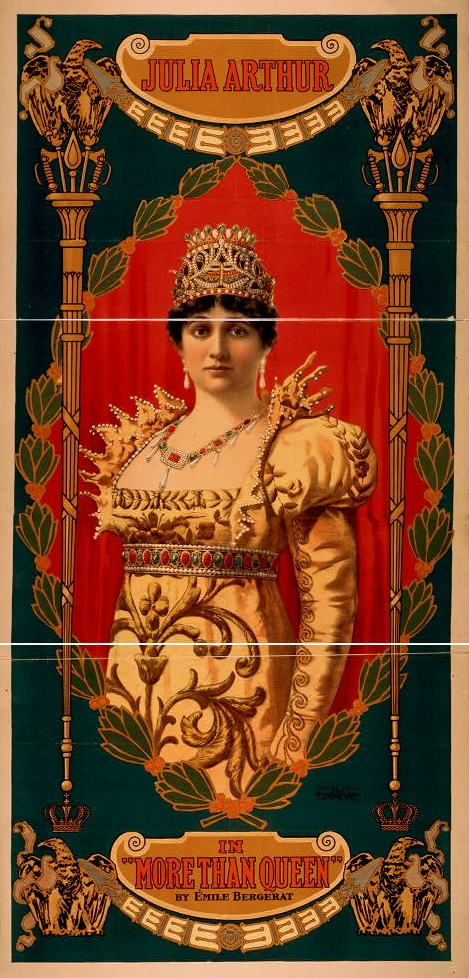
Affiche pour la pièce d'Émile Bergerat Plus que reine à New York en 1899 avec Julia Arthur.

- Une amie, comédie en 1 acte et en vers, par Émile Bergerat, Paris, Théâtre-Français, 9 septembre 1865.
- Père et Mari, drame en 3 actes, en prose, Paris, théâtre de Cluny, 21 juin 1870.
- Séparés de corps, comédie en 1 acte, en prose, Paris, Théâtre du Vaudeville, 11 mars 1874.
- La Nuit bergamasque, tragi-comédie en 3 actes, Paris, théâtre-Libre, 30 mai 1887.
- Le Premier Baiser, pièce en 1 acte, Paris, Comédie-Française, 20 mai 1889.
- Le Capitaine Fracasse, comédie héroïque en vers, 5 actes en 7 tableaux, d'après le roman de Théophile Gautier, Paris, théâtre de l'Odéon, 10 octobre 1896.
- La Burgonde, opéra en 4 actes et 5 tableaux, avec Camille de Sainte-Croix, musique de Paul Vidal, Paris, Théâtre de l'Opéra, 23 décembre 1898 ; publié chez Choudens, 1898.
- Plus que reine, drame en 5 actes et un prologue, 7 tableaux, Paris, théâtre de la Porte-Saint-Martin, 28 mars 1899.
- Théâtre, 6 vol., 1899.
- La Pompadour, comédie dramatique en 7 tableaux, 1 prologue, 5 actes et 1 épilogue, Paris, théâtre de la Porte-Saint-Martin, 6 novembre 1901.
- Le Capitaine Blomet, comédie en trois actes, Paris, théâtre Antoine, 3 décembre 1901.
- Petite Mère, comédie en 4 actes, Paris, théâtre du Vaudeville, 29 avril 1903
- La Fontaine de jouvence, comédie mythologique en 2 actes en vers, Paris, Comédie-Française, 4 juillet 1906
- Vidocq, empereur des policiers, comédie en 5 actes et 7 tableaux, Paris, théâtre Sarah Bernhardt, 15 mai 1910
- L'Héritage d'Œdipe, comédie en vers, de 2 actes et 1 prologue, lue, présentée et refusée à la Comédie-Française, 5 mai 1911
- La Nuit florentine, comédie en 4 actes, en vers, dont 1 prologue, adaptation libre de La Mandragore de Machiavel, Paris, théâtre de l'Odéon, 20 février 1913

Témoignage
- Souvenirs d'un enfant de Paris, 4 volumes, Bibliothèque Charpentier Eugène Fasquelle, éditeur, 1911-1913 :
  - vol. 1 : Les Années de bohème, 1911 ; texte sur Gallica
  - vol. 2 : La Phase critique de la critique, 1872-1880, 1912 ; texte sur Gallica
  - vol. 3 : La Vie moderne — Le Voltaire — Le Nom — 1879-1884, 1913 ; texte sur Gallica
  - vol. 4 : Herminie — Caliban — La Nuit bergamasque — En guerrande — La Corse — Le Capitaine Fracasse — 1882-1890, 1913 ; texte sur Gallica
- Peintures décoratives de Paul Baudry au grand foyer de l'Opéra, étude critique, préface de Théophile Gautier, 1875.
- Théophile Gautier, peintre : étude, suivie du Catalogue de son œuvre peint, dessiné et gravé, 1877.
- Théophile Gautier. Entretiens, souvenirs et correspondance, préface de Edmond de Goncourt et une eau-forte de Félix Bracquemond, G. Charpentier, 2e éd., 1879 ; texte de la 2e éd. sur Gallica

### Œuvres en ligne
- Œuvres de Émile Bergerat sur le projet Gutenberg
- Nouvelles en ligne sur la Bibliothèque électronique de Lisieux.